# Wild (Familienname)
Wild ist ein deutscher Familienname.

## Herkunft und Bedeutung
1. Wild ist ein Übername zu mittelhochdeutsch wilde, wilt mit der Bedeutung >ungezähmt, wild, untreu, sittenlos, fremd, ungewohnt, fremdartig, seltsam, unheimlich< und mittelhochdeutsch wilde >Wildheit, Heftigkeit, wildes Wesen< nach dem Aussehen oder dem Verhalten des ersten Namensträgers.
2. Wild ist vereinzelt ein Wohnstättenname zu mittelhochdeutsch wilde >Wildnis< und mittelhochdeutsch wilde, wilt mit der Bedeutung >wild, unbewohnt, wüst< bzw. wohnhaft in einer wilden, einsamen Gegend.[1][2]

## Verbreitung
Der Familienname Wild kommt in Süddeutschland gehäuft vor. In Regensburg war Wild der Name einer bedeutenden Patrizierfamilie. In der Schweiz sind die Bürgerorte (Heimatberechtigungen) der Familienstämme Wild in unterschiedlichen Orten und Kantonen, insbesondere in Bern, Kanton Glarus, Kanton Zürich, Kanton Appenzell Innerrhoden und St. Gallen.

## Belege
- 1245: Heinricus dict. Wide belegt in Freiburg im Breisgau
- 1258: der Wilde belegt in Socin
- 1309: Joh. Wilde belegt in Greifswald
- 1312: Jeorg Wilde belegt in Regensburg
- 1499: Andreas Schlacht bei Dornach SO, Bernburger[3]
- 1500: Jakob dict. Joler belegt in St. Gallen[4]
- 1555: Klaus Wilhelm erwarb Landrecht in Glarus[3]

## Namensträger

### A
- Abraham Wild (1628–1689), Schweizer evangelischer Geistlicher
- Achilles Wild (1854–1917), erster Deutscher Meister im Rudern
- Adolf Wild (Kunsthistoriker) (1943–2018), deutscher Kunsthistoriker
- Adolf Wild von Hohenborn (1860–1925), deutscher General der Infanterie und preußischer Kriegsminister
- Albert Wild (1830–1896), deutscher Bankier, Publizist und Politiker
- Albert Wild (Landrat) (1908–1978), deutscher Landrat
- Albrecht Wild (* 1959), deutscher Maler und Konzept-Künstler
- Alfred Wild (1899–1976), Schweizer Schriftsteller
- Alfred Wild (Politiker), Schweizer Politiker, Landesfähnrich Appenzell Innerrhoden
- Aloysius Wild (1929–2017), deutscher Biologe
- Andreas Wild (* 1963), deutscher Politiker (AfD)
- Anke Wild (* 1967), deutsche Hockeyspielerin
- Anne Wild (* 1967), deutsche Regisseurin und Drehbuchautorin
- August Wild (Edelsteingraveur) (1814–1896), deutscher Edelsteingraveur
- August Wild (Politiker, 1840) (1840–1911), Schweizer Politiker
- August Wild (Politiker, 1881) (1881–1953), deutscher Politiker, MdL Oldenburg
- August Rudolf Wild (1891–1956), deutscher Edelsteingraveur und Gemmenschneider

### B
- Bernd Wild (* 1959), deutscher Physiker und Informatiker
- Bernhard Wild (Politiker) (1776–1832), Schweizer Arzt, Politiker und Bürgermeister
- Bernhard Wild (Bobfahrer) (* 1931), Schweizer Bobfahrer

### C
- Carl Wild (1803–1877), Schweizer Arzt
- Carl Rudolph von Wild (1859–1951), deutscher Mediziner, Mitglied des Provinziallandtages der Provinz Hessen-Nassau
- Christian Wild (Biologe) (* 1974), deutscher Biologe, Geograph und Hochschullehrer
- Christian Gottlob Wild (1785–1839), deutscher Pfarrer und Mundartdichter
- Clarisse Wild (* 1998), französische Handball- und Beachhandballspielerin
- Claude Wild (* 1964), Schweizer Diplomat
- Clemens Wild (* 1964), Schweizer Maler und Künstler der Art Brut
- Curt Wild-Wall (1898–1990), deutscher Maler und Grafiker

### D
- Damon Wild (* 1967), US-amerikanischer Musiker, Produzent, Labelbetreiber und DJ
- Diane Wild (* 1961), schweizerische Billardfunktionärin und Präsidentin der Confédération Européenne de Billard (CEB)
- Dieter Wild (Journalist) (1931–2019), deutscher Journalist
- Dieter Wild (Fußballspieler) (* 1944), deutscher Fußballtorwart
- Doris Gäumann-Wild (1900–1993), schweizerische Kunsthistorikerin

### E
- Earl Wild  (1915–2010), US-amerikanischer Komponist und Pianist
- Ed Wild, britischer Kameramann
- Elisabeth Wild (1922–2020), österreichisch-schweizerische Malerin, Collage- und Installationskünstlerin
- Ella Wild (1881–1932), Schweizer Journalistin und Redaktorin
- Emil Wild (1863–1930), Schweizer Fabrikant
- Enrique Wild (* 1999), Schweizer Fußballspieler
- Erich Wild (1895–1964), deutscher Heimatforscher
- Ernest Wild (1879–1918), englischer Seefahrer und Polarforscher
- Ernst Wild (Künstler) (1924–1985), deutscher Maler und Zeichner
- Ernst Wild (* 1930), deutscher Kameramann
- Eveline Wild (* 1980), österreichische Fernsehköchin

### F
- Falk-Willy Wild (* 1967), deutscher Schauspieler
- Flora Veit-Wild (* 1947), deutsche Orientalistin und Afrikanistin
- Frank Wild (1873–1939), britischer Polarforscher
- Franz Wild (Sänger) (1791–1860), österreichischer Sänger (Tenor)
- Franz Wild (Maler) (1883–1978), Schweizer Maler
- Franz Wild (Unternehmer) (1930–2022), deutscher Unternehmer und Firmengründer
- Franz Josef Wild (1922–1998), deutscher Regisseur, Drehbuchautor und Fernsehproduzent
- Franz Samuel Wild (1743–1802), Schweizer Geologe und Mineraloge
- Friedrich Wild (Gesangspädagoge) († 1929), deutscher Gesangspädagoge und Musikverleger
- Friedrich Wild (Anglist) (1888–1966), österreichischer Anglist und Hochschullehrer
- Fritz Witte-Wild (1848–1930), deutscher Regisseur, Schauspieler und Theaterdirektor

### G
- Georg Wild (1926–1980), deutscher Historiker
- Georg Gottlieb Plato-Wild (1710–1777), Numismatiker, Syndikus und Historiker, siehe Georg Gottlieb Plato
- Gina Wild, Pseudonym von Michaela Schaffrath (* 1970), deutsche Schauspielerin
- Gisela Wild (* 1932), deutsche Rechtsanwältin
- Gladys Verhulst-Wild (* 1997), französische Radrennfahrerin
- Gordon Wild (* 1995), deutscher Fußballspieler
- Gunter Wild (* 1958), deutscher Versicherungsagent und Politiker der AfD

### H
- Hans Wild (Landsknecht) (Johann Wild; 1585–nach 1619), deutscher Landsknecht
- Hans Wild (Pfarrer) (1891–1964), deutscher evangelischer Pfarrer
- Hans Wild (Architekt) (1906–1946), Schweizer Architekt
- Hans Locher-Wild (1823/1824–1873), Schweizer Mediziner und Hochschullehrer
- Hans-Peter Wild (* 1941), deutscher Unternehmer und Jurist
- Hans Walter Wild (1919–2001), deutscher Verwaltungsjurist und Politiker (SPD)
- Harry J. Wild (1901–1961), US-amerikanischer Kameramann
- Heinrich IV. Wild († 1454), Zisterzienserabt
- Heinrich von Wild (Heinrich Iwanowitsch Wild; 1833–1902), Schweizer Physiker und Meteorologe
- Heinrich Wild (1877–1951), Schweizer Erfinder
- Heinrich Wild (Verleger) (1909–1975), deutscher Verleger
- Helmut Wild (1919–2013), deutscher Geologe und Heimatforscher
- Herbert Wild (Bischof) (1865–1940), englischer Geistlicher, Bischof der Church of England
- Herbert Wild, Pseudonym von Jacques Deprat (1880–1935), französischer Schriftsteller und Geologe
- Herbert Wild (Politiker) (1886–1969), deutscher Politiker (NSDAP)
- Hermann Wild (Konservator) (?–1945), deutscher Oberregierungsrat und Museumskonservator
- Hermann Wild (Politiker) (1884–1962), deutscher evangelischer Pfarrer, Gymnasiallehrer, Stadtrat und Landtagsabgeordneter
- Hiram Wild (1917–1982), britischer Botaniker
- Horst Wild (* 1943), deutscher Fußballspieler

### I
- Ilse Wild-Kussler (1924–2016), deutsche Malerin

### J
- Jack Wild (1952–2006), britischer Schauspieler
- Joachim Wild (* 1942), deutscher Historiker und Archivar
- Johann Wild (Landsknecht) (1585–nach 1619), deutscher Landsknecht und Autor
- Johann Wild (Oberamtmann) (1858–1903), deutscher Verwaltungs- und Ministerialbeamter
- Johann Friedrich Bader-Wild (1827–1882), Schweizer Unternehmer
- Johann Ulrich Wild (1640–1691), deutscher evangelischer Theologe, Oberhofprediger
- Johanna von Wild (* 1964), deutschen Schriftstellerin
- Johannes Wild (Politiker) (1790–1853), Schweizer Politiker und Industrieller
- Johannes Wild (Kartograf) (1814–1894), Schweizer Ingenieur und Kartograf
- John Daniel Wild (1902–1972), US-amerikanischer Philosoph
- John J. Wild (1914–2009), britischer Medizintechniker
- John Paul Wild (1923–2008), australischer Astronom und Wissenschaftsmanager
- Jonathan Wild (1683–1725), englischer Krimineller
- Josef Wild (1872–1932), deutscher Goldschmied und Juwelier, prägte in der Inflationszeit Münzen, wegen Falschmünzerei in Haft
- Joseph Wild (Geistlicher) (1834–1908), britischer methodistisch-kongregationalistischer Prediger, tätig in den USA/Kanada, Vertreter des Anglo-Israelismus
- Joseph Wild (1901–1993), deutscher Bäcker und Verbandsfunktionär
- Jürgen Wild (* 1961), deutscher Offizier und Manager
- Julian Wild (* 1973), britischer Bildhauer

### K
- Karl Wild, Pseudonym von Georg Theodor Klein (1820–1865), deutscher Schriftsteller und Lyriker
- Karl Wild (Historiker) (1865/1866–1926), deutscher Historiker
- Karl Wild (Eishockeyspieler) (1917–1975), deutscher Eishockeyspieler und -trainer
- Karl Wild (Journalist) (* 1948), Schweizer Journalist und Buchautor
- Karl Emil Wild (1856–1923), Schweizer Politiker und Architekt
- Karl-Heinz Wild (* 1957), deutscher Journalist
- Karl Martell Wild (1882–1952), deutscher Ingenieurwissenschaftler
- Karl Samuel Wild (1765–1848), Schweizer Beamter, Archivar und Schriftsteller
- Katy Wild (* 1940), britische Schauspielerin
- Kirsten Wild (* 1982), niederländische Radrennfahrerin
- Klaus von Wild (* 1939), deutscher Neurochirurg und Neurotraumatologe
- Klaus-Peter Wild (Jurist) (* 1935), deutscher Jurist und Beamter, ehemaliger Direktor der Treuhand-Anstalt
- Klaus-Peter Wild (Erziehungswissenschaftler) (* 1961), deutscher Erziehungswissenschaftler

### L
- Laurence Wild (1890–1971), US-amerikanischer Marineoffizier
- Leonhard Wild (* 1979), deutscher Eishockeyspieler
- Leonie Wild (1908–2005), deutsche Unternehmerin
- Linda Wild (* 1971), US-amerikanische Tennisspielerin
- Lisa Wild (* 1995), österreichische Voltigiererin
- Lore Schultz-Wild (* 1940), deutsche Sachbuchautorin, Journalistin und Übersetzerin
- Louis von Wild (1817–1907), Gutsbesitzer und Landtagsabgeordneter
- Ludwig Wild (1780–1828), deutscher Verwaltungsbeamter und Politiker

### M
- M. W. Wild (* 1967), deutscher Sänger und Produzent
- Margaret Wild (* 1948), australische Schriftstellerin
- Margit Wild (* 1957), deutsche Politikerin
- Markus Wild (* 1971), Schweizer Philosoph
- Marquard Wild (1661–1747), Schweizer Altertumsforscher und Magistrat
- Martha Wild (1895–1976), Schweizer Schriftstellerin
- Martin Wild (* 1952), deutscher Eishockeyspieler und -trainer
- Martina Wild, deutsche Kommunalpolitikerin (Bündnis 90/Die Grünen)
- Mauricio Wild (1937–2020), ecuadorianischer Pädagoge
- Max Wild, Pseudonym von Hans Ranzi (1882–1965), österreichischer Finanzbeamter, Schauspieler und Dramatiker
- Max Wild (1911–2000), deutscher Maler und Kunstpädagoge
- Mia Wild (* 2006), kroatische Leichtathletin
- Michael Wild (* 1981), englischer Snookerspieler
- Michael Friedrich Wild (1747–1832), deutscher Geodät
- Michelle Wild (* 1980), ungarische Pornodarstellerin

### O
- Otto Wild (1898–1971), deutscher Maler

### P
- Paul Wild (1925–2014), Schweizer Astronom
- Peter Wild (* 1939), Schweizer Elektroingenieur

### R
- Rainer Wild (* 1943), deutscher Unternehmer und Stifter
- Rebeca Wild (1939–2015), deutsche Pädagogin
- Reinhold Wild (* 1943), deutscher Politiker (NPD)
- Richard Wild (Richter) (1912–1978), neuseeländischer Anwalt, Chief Justice von Neuseeland
- Richard Wild (Cricketspieler) (* 1973), englischer Cricketspieler
- Robert Wild (1875–1950), deutscher Verwaltungsjurist und Politiker
- Rudolf Wild (1904–1995), deutscher Unternehmer
- Rudolf Wild-Idar (1871–1960), deutscher Maler
- Ruedi Wild (* 1982), Schweizer Triathlet
- Rupert Wild (Geologe) (1876–1943), Schweizer Geologe
- Rupert Wild (* 1939), deutscher Paläontologe
- Ruth von Wild (1912–1983), Schweizer Lehrerin

### S
- Sandra Wild (* 1984), Schweizer Sängerin
- Simone Wild (* 1993), Schweizer Skirennläuferin
- Stefan Wild (* 1937), deutscher Orientalist
- Stephan Wild (auch Wildicus, Wildt; 1495–1550), deutscher Mediziner
- Susan Wild (* 1957), US-amerikanische Politikerin

### T
- Tasso Wild (* 1940), deutscher Fußballspieler
- Theodor Wild (Unternehmer) (?–1891), deutscher Textilindustrieller
- Theodor Wild (Schriftsteller) (* 1937), deutscher Schriftsteller
- Thiago Seyboth Wild (* 2000), brasilianischer Tennisspieler
- Thomas Wild (* 1973), deutscher Politikwissenschaftler und Publizist

### U
- Ulrich Wild (* um 1285; † 1328), Protonotar Kaiser Ludwigs IV., des Bayern
- Urs Wild (1936–2022), Schweizer Chemiker und Professor in Physikalischer Chemie
- Urs Wild (Ringer) (* 1986), Schweizer Ringer
- Ursula Bach-Wild (1903–1987), deutsche Goldschmiedin und Kunsthandwerkerin
- Ute Wild (* 1965), deutsche Ruderin

### V
- Verina Maria Wild (* 1977), deutsche Bioethikerin und Hochschullehrerin
- Vic Wild  (* 1986), russisch-amerikanischer Snowboarder

### W
- Walter Wild (Fussballspieler) (Gualteri Wild; 1872–nach 1949), Schweizer Fußballspieler und -funktionär
- Walter Wild (Komponist) (1908–1962), Schweizer Komponist
- Werner Wild (Fotograf) (1917–2003), Schweizer Maler, Zeichner und Fotograf
- Werner Wild (Unternehmer) (* 1926), deutscher Unternehmer und Stiftungsgründer
- Werner Wild (Archäologe), Schweizer Archäologe
- Wilhelm Wild (General) (1868–1942), deutscher Generalmajor
- Willi Wild (* 1966), deutscher Journalist, Chefredakteur der evangelischen Wochenzeitung Glaube und Heimat
- Willy Wild (1919–1994), deutscher Politiker (SPD)
- Wolfgang von Wild (1901–1964), deutscher Generalmajor der Luftwaffe
- Wolfgang Wild (1930–2023), deutscher Physiker und Politiker (CSU)
- Wolfgang Wild (Journalist) (* 1959), deutscher Sportmoderator